# Nikoloz Ckitišvili
Nikoloz Ckitišvili (gruzínsky: ნიკოლოზ ცქიტიშვილი; * 14. dubna 1983 Tbilisi) je bývalý gruzínský basketbalista. Měří 213 cm. Strávil šest sezón v NBA, kde hrál za kluby Denver Nuggets (2002–2005), Golden State Warriors (2005), Minnesota Timberwolves (2005–2006) a Phoenix Suns (2006). V základní část NBA odehrál 172 utkání, další 4 přidal v play-off. S klubem Pallacanestro Treviso se stal mistrem Itálie (2022). S íránským Foolad Mahan Isfahán vyhrál Asijský pohár mistrů. S gruzínskou reprezentací se zúčastnil dvou evropských šampionátů (2011, 2013). Obsadil s ní 11. a 17. místo.